# 상하이 폭스바겐
상하이 폭스바겐(영어: SAIC Volkswagen, 중국어 간체자: 上汽大众汽车有限公司, 정체자: 上汽大眾汽車有限公司, 병음: Shàngqì Dàzhòng Qìchē Yǒuxiàn Gōngsī)은 중국 상하이에 본사를 둔 자동차 제조 회사이며 폭스바겐 그룹과 상하이 자동차의 합작 투자 회사이다. 1984년에 설립되었으며 폭스바겐, 스코다 및 아우디 마크 아래에서 자동차를 생산한다.아메리칸 모터스(영어: American Motors)에 이어 중국에서 두 번째로 중국에 진출한 독일의 자동차 제조업체이자 중국에 진출한 첫 번째 자동차 제조 합작 회사이다.
합작 투자는 폭스바겐 그룹이 40%, 폭스바겐 그룹 중국이 10%, 상하이 자동차 50%의 지분으로 구성되며 45년 동안 고정된 벤처가 있다.

## 판매량
| 연도   | 총 판매량     |
| ------ | ------------- |
| 2000년 | 220,000a      |
| 2001년 | 242,000a      |
| 2002년 | 301,000a      |
| 2003년 | 396,000a      |
| 2004년 | 355,000a      |
| 2005년 | 287,000a      |
| 2006년 | 352,000b      |
| 2007년 |               |
| 2008년 | 501,018b      |
| 2009년 | 708,100b      |
| 2010년 | 1.0 millionb  |
| 2011년 | 1.16 millionb |
| 2012년 | 1.28 million  |
| 2013년 | 1.53 million  |
| 2014년 | 1.73 million  |

## 같이 보기
- 폭스바겐 그룹
- 폭스바겐 그룹 중국
- 상하이 자동차
- 상하이 GM